# Albert Ouriou

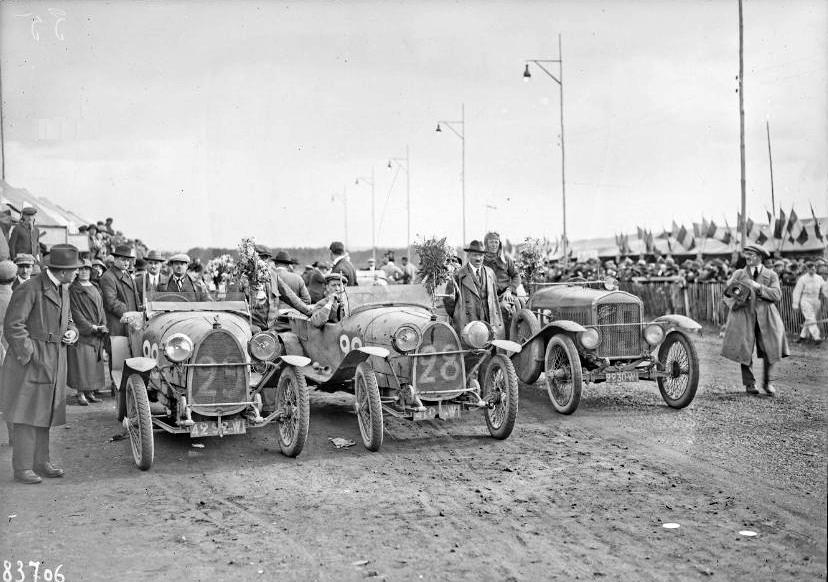
Der Montier Spezial (Startnummer 19, rechts), von Albert Ouriou und Charles Montier vor dem Start zum 24-Stunden-Rennen von Le Mans 1923

Albert Paul Jules Ouriou (* 29. Juni 1887 in Tours; † 25. August 1955 in Quend-les-Plages) war ein französischer Autorennfahrer.

## Karriere
Albert Ouriou war der Schwager des französischen Rennfahrers und Fahrzeugkonstrukteur Charles Montier und mit diesem als Partner dreimal beim 24-Stunden-Rennen von Le Mans am Start. Bei ersten Rennen 1923 erreichte er mit Montier den 14. Rang in der Gesamtwertung. 1924 und 1925 schied das Duo jeweils aus. 

## Statistik

### Le-Mans-Ergebnisse
| Jahr | Team                                  | Fahrzeug        | Teamkollege     | Platzierung     | Ausfallgrund |
| ---- | ------------------------------------- | --------------- | --------------- | --------------- | ------------ |
| 1923 | Établissements Charles Montier et Cie | Montier Spezial | Charles Montier | Rang 14         |              |
| 1924 | Établissements Charles Montier et Cie | Montier Spezial | Charles Montier | Ausfall         | Motorschaden |
| 1925 | Établissements Charles Montier et Cie | Montier Spezial | Charles Montier | disqualifiziert |              |